# Бюрегаван
Бюрегава́н (вірм. Բյուրեղավան) — місто, розташоване в центрі Вірменії, у марзі (області) Котайк. В місті є кришталевий завод, від якого місто і отримало назву.